# 基隆站南北號誌樓轉轍站
基隆站南北號誌樓轉轍站，位於臺灣基隆市中山區，為臺灣鐵路管理局基隆車站的附屬設施之一。設有控制軌道轉換的裝置。在鐵路設施自動化後，號誌樓和轉轍站逐漸被取代，其為目前臺灣鐵路史上唯一南北兩端皆保留的號誌樓的車站。轉轍站在2004年登錄為基隆市歷史建築。

## 沿革
號誌樓為人力調度車輛的調度中心，最早的紀錄約1918年（大正7年）起建，約1927年（昭和2年）竣工，因當時基隆海港及其戰略地位極為重要，及為縱貫線的起點，日本人於修建第二代基隆火車站時，增建共五座的號誌樓、附屬設施包括臂木式號誌機、機械聯動裝置、地面及強力式彈簧轉轍器。年代更迭，現在僅存的南北號誌樓為最先落成的兩棟，一樓皆為鋼筋混凝土RC造承重牆結構，二樓則以檜木為主要材料，外部為雨淋板，內部隔間少以便通視，屋頂則為斜屋頂。由於台鐵缺乏人力維護管理，南號誌樓在2013年的颱風蘇力中一度損毀嚴重，台鐵要求撤銷其文化資產身分，欲將南號誌樓拆除，但遭基隆市文化局拒絕。台鐵隨後在南號誌樓外側搭建鐵皮暫時加強保存。

### 北號誌樓
2022年，於基隆城市博覽會與原基隆車站地面保留的第一月台雕花雨棚，配合光雕藝術、導覽和設置拍照點互動，第一月台能走到北號誌樓外的圍籬。

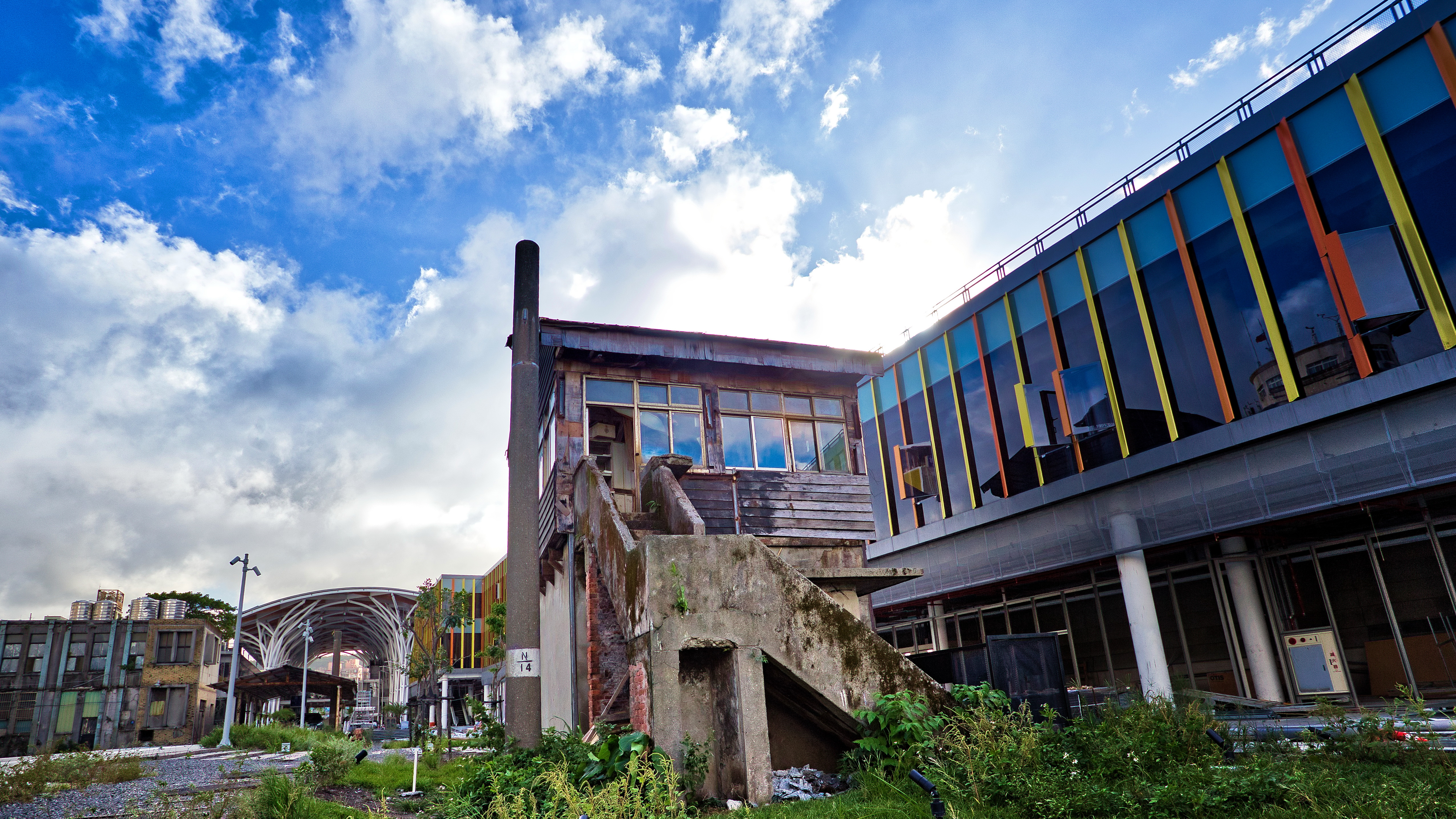
北號誌樓

### 南號誌樓
南號誌樓於在1945年遭遇空襲中毀損，後於1950年重新整建。2023年1月10日，南號誌樓發生火災，部分木料構件遭火燒損壞。鑑識小組初步研判為線香引起。